# レイベン・クラーセン
- レイベン・クラッセン

レイベン・クラーセン（Raven Klaasen, 1982年10月16日 - ）は、南アフリカ・キングウィリアムズタウン出身の男子プロテニス選手。これまでにATPツアーでダブルス9勝を挙げている。身長180cm、体重71kg。右利き、バックハンド・ストロークは両手打ち。自己最高ランキングはシングルス208位、ダブルス18位。

## 選手経歴
クラーセンは6歳でテニスを始め、2002年にプロに転向。

## ATPツアー決勝進出結果

### ダブルス: 19回 (10勝9敗)
| 結果   | No. | 決勝日         | 大会               | サーフェス    | パートナー             | 対戦相手                                        | スコア                |
| ------ | --- | -------------- | ------------------ | ------------- | ---------------------- | ----------------------------------------------- | --------------------- |
| 準優勝 | 1.  | 2013年2月10日  | モンペリエ         | ハード (室内) | ヨハン・ブルンストロム | ミカエル・ロドラ マルク・ジケル                 | 3–6, 6–3, [9–11]      |
| 優勝   | 1.  | 2013年5月25日  | ニース             | クレー        | ヨハン・ブルンストロム | フアン・セバスティアン・カバル ロベルト・ファラ | 6–3, 6–2              |
| 優勝   | 2.  | 2013年9月22日  | メス               | ハード (室内) | フレデリク・ニールセン | ジョー＝ウィルフリード・ツォンガ ニコラ・マユ   | 6–4, 7–6(7–5)         |
| 優勝   | 3.  | 2013年9月29日  | クアラルンプール   | ハード (室内) | エリック・ブトラック   | パブロ・クエバス オラシオ・セバジョス           | 6–2, 6–4              |
| 準優勝 | 2.  | 2014年1月25日  | 全豪オープン       | ハード        | エリック・ブトラック   | ルカシュ・クボット ロベルト・リンドステット     | 3–6, 3–6              |
| 優勝   | 4.  | 2014年2月16日  | メンフィス         | ハード (室内) | エリック・ブトラック   | ボブ・ブライアン マイク・ブライアン             | 6–4, 6–4              |
| 優勝   | 5.  | 2014年10月19日 | ストックホルム     | ハード (室内) | エリック・ブトラック   | トレト・ユーイ ジャック・ソック                 | 6–4, 6–3              |
| 準優勝 | 3.  | 2015年1月11日  | チェンナイ         | ハード        | リーンダー・パエス     | ジョナサン・マレー 盧彦勳                       | 3–6, 6–7(4–7)         |
| 優勝   | 6.  | 2015年1月17日  | オークランド       | ハード        | リーンダー・パエス     | ドミニク・イングロット フロリン・メルジャ       | 7–6(7–1), 6–4         |
| 準優勝 | 4.  | 2015年2月22日  | デルレイビーチ     | ハード        | リーンダー・パエス     | ボブ・ブライアン マイク・ブライアン             | 3–6, 6–3, [6–10]      |
| 準優勝 | 5.  | 2015年5月23日  | ジュネーヴ         | クレー        | 盧彦勳                 | フアン・セバスティアン・カバル ロベルト・ファラ | 5–7, 6–4, [7–10]      |
| 優勝   | 7.  | 2015年6月21日  | ハーレ             | 芝            | ラジーブ・ラム         | ロハン・ボパンナ フロリン・メルジャ             | 7–6(7–5), 6–2         |
| 準優勝 | 6.  | 2015年10月4日  | クアラルンプール   | ハード (室内) | ラジーブ・ラム         | ヘンリ・コンティネン トレト・ユーイ             | 6-7(4-7), 2-6         |
| 優勝   | 8.  | 2015年10月11日 | 東京               | ハード        | マルセロ・メロ         | フアン・セバスティアン・カバル ロベルト・ファラ | 7-6(7–5), 3-6, [10–7] |
| 優勝   | 9.  | 2015年10月18日 | 上海               | ハード        | マルセロ・メロ         | シモーネ・ボレッリ ファビオ・フォニーニ         | 6-3, 6-3              |
| 準優勝 | 7.  | 2016年4月2日   | マイアミ           | ハード        | ラジーブ・ラム         | ピエール＝ユーグ・エルベール ニコラ・マユ       | 7–5, 1–6, [7–10]      |
| 準優勝 | 8.  | 2016年5月21日  | ジュネーヴ         | クレー        | ラジーブ・ラム         | スティーブ・ジョンソン サム・クエリー           | 4–6, 1–6              |
| 準優勝 | 9.  | 2016年6月11日  | スヘルトーヘンボス | 芝            | ドミニク・イングロット | イボ・カルロビッチ ルカシュ・クボット           | 6–3, 3–6, [9–11]      |
| 優勝   | 10. | 2016年6月19日  | ハーレ             | 芝            | ラジーブ・ラム         | ルカシュ・クボット アレクサンダー・ペヤ         | 7–6(5), 6-2           |